# 弥富市立日の出小学校
弥富市立日の出小学校（やとみしりつひのでしょうがっこう）は、愛知県弥富市平島町にある公立小学校。

## 概要
- 校区（行政区単位表記）は車新田、平島であり、公立中学校へ進学する場合、弥富市立弥富中学校に進学する[1]。
- 2020年現在、弥富市で最も新しい小学校である。また、市制施行後に最初に開校した小学校である。
- 校地は1958年から2008年までの旧・弥富市立弥富中学校の校地である[注釈 1]。

## 沿革
- 2013年（平成25年）4月1日 - 弥富市立桜小学校から分離し、開校。

## 交通アクセス
- 弥富市コミュニティバス南部ルート、東部ルート「村瀬医院」バス停より徒歩約5分。
- 近鉄名古屋線近鉄弥富駅下車、徒歩約20分。
- JR東海関西本線・名鉄尾西線弥富駅下車、徒歩約22分。

## 周辺施設
- 弥富市総合体育館
- 弥富市立図書館
- 愛知県立海翔高等学校
- 弥富市立弥富中学校
- 弥富市立桜小学校
- 弥富市立十四山西部小学校
- 海南病院